# 日本三景

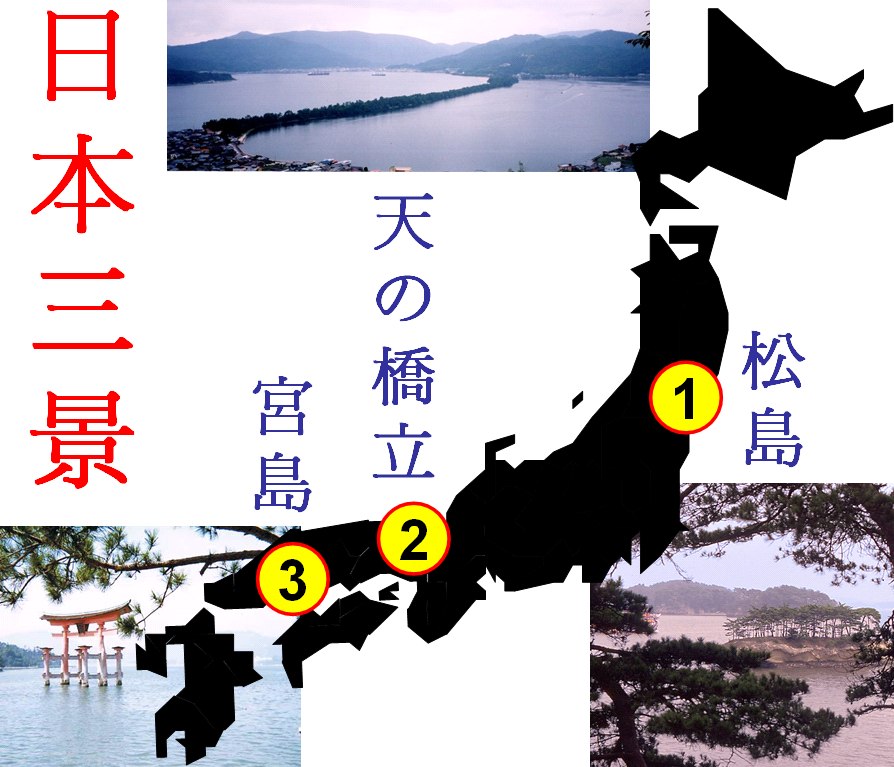
日本三景

日本三景（にほんさんけい）は、日本の3つの名勝地のことである。

## 概要
日本三景は以下の3つの名勝地を指す（記載順は全国地方公共団体コードの順番による）。全て海（沿岸）にある風景となっており、各々古くから詩歌に詠まれ、絵画に描かれていた。
| 呼称         | 所在地と地形的特徴                         | 位置                                   |
| ------------ | ------------------------------------------ | -------------------------------------- |
| 松島         | 宮城県宮城郡松島町を中心とした多島海       | 北緯38度22分10.9秒 東経141度3分50.7秒  |
| 天橋立       | 京都府宮津市にある砂嘴                     | 北緯35度34分12.4秒 東経135度11分31.1秒 |
| 宮島（厳島） | 広島県廿日市市にある厳島神社を中心とした島 | 北緯34度17分45.6秒 東経132度19分11.4秒 |

江戸時代前期の儒学者・林春斎が、寛永20年8月13日（1643年9月25日）に執筆した著書『日本国事跡考』の陸奥国のくだりにおいて、「松島、此島之外有小島若干、殆如盆池月波之景、境致之佳、與丹後天橋立・安藝嚴嶋爲三處奇觀」（句読点等は筆者付記）と書き記した。これを端緒に「日本三景」という括りが始まったとされる。

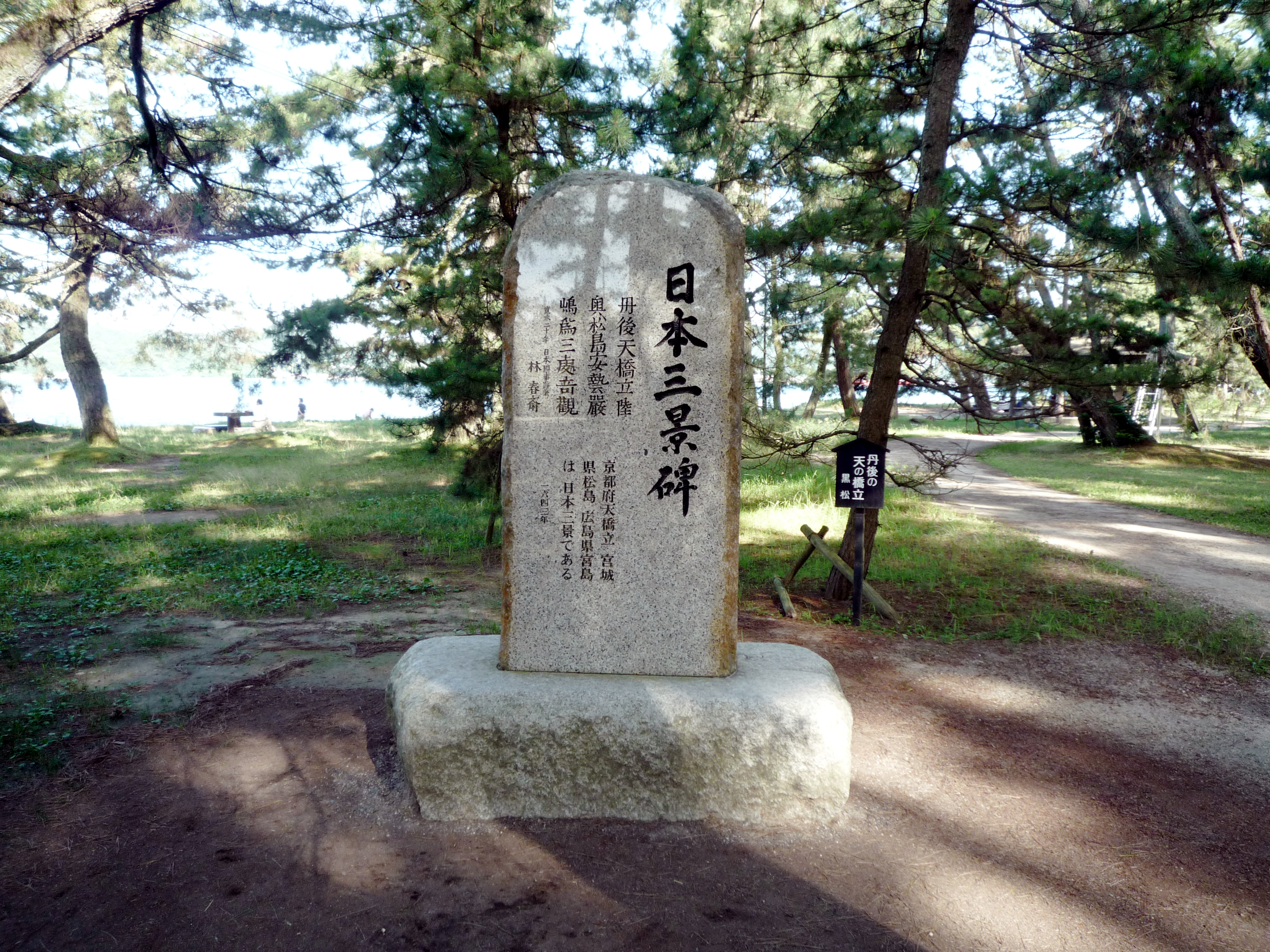
日本三景碑（天橋立）

その後、元禄2年閏1月28日（1689年3月19日）に天橋立を訪れた儒学者・貝原益軒が、その著書『己巳紀行』（きしきこう）の中の丹波丹後若狭紀行において、天橋立を「日本の三景の一とするも宜也」と記している。これが「日本三景」という言葉の文献上の初出とされ、益軒が訪れる以前から「日本三景」が一般に知られた括りであったと推定されている。
日本三景を雪月花にあてる場合、「雪」は天橋立、「月」は松島、「花」は紅葉を花に見立てて宮島をあてている。

## 観光
|        | 主な眺望地 | 主な神社             | 主な寺院               | 水族館               |
| ------ | ---------- | -------------------- | ---------------------- | -------------------- |
| 松島   | 松島四大観 | 陸奥国一宮・鹽竈神社 | 瑞巌寺、五大堂、円通院 | －                   |
| 天橋立 | 斜め一文字 | 丹後国一宮・籠神社   | 智恩寺、成相寺         | 丹後魚っ知館(閉館済) |
| 宮島   | 弥山       | 安芸国一宮・厳島神社 | 大聖院、大願寺、千畳閣 | みやじマリン         |

近年の年間観光客数は、松島が約370万人（奥松島や塩竈などを含む松島全体では622万人）、宮島が約309万人（対岸も含めた廿日市市全体では562万人）、天橋立が約267万人（阿蘇海に面する宮津市と与謝野町の合計は約371万人）となっている。
観光大使として、松島には「松島キャンペーンレディ」、天橋立には「プリンセス天橋立」、宮島には「宮島観光親善大使」がおり、日本三景共同キャンペーンの際などに一緒に活動している。
夏には、松島灯籠流し花火大会、宮津灯籠流し花火大会、宮島水中花火大会という海上花火が日本三景各地で開催され、多くの観光客を集める。
いずれも名物として牡蠣があるが、松島と宮島は冬が主なのに対し、天橋立は夏の岩ガキが主である。松島の牡蠣鍋クルーズや寿司（特定第3種漁港・塩釜漁港）、天橋立の松葉ガニやとり貝、宮島のもみじ饅頭やアナゴが訴求力のある食観光として知られる。

### 近況
日本三景はいずれも1952年（昭和27年）11月22日に特別名勝に指定されている。日本三景は各々別々に世界遺産登録に動いたが、現時点では厳島神社（1996年（平成8年）12月登録）以外は登録に至っていない。
2006年（平成18年）7月5日に開催された日本三景観光連絡協議会の総会において、林春斎の誕生日が元和4年5月29日（1618年7月21日）であることに因み、7月21日を「日本三景の日」と制定した。
2007年（平成19年）4月、日本を訪れる外国人観光客向けに、ミシュラン実用旅行ガイド（MICHELIN Voyager Pratique Japon）が発刊された。これは「ビジット・ジャパン・キャンペーン」の一環として、ミシュラン社や国土交通省などが連携したものである。日本三景では松島と宮島が単独の項目として記載され、各々三ツ星が3つずつ付いた。
2009年（平成21年）3月、日本を訪れる外国人観光客向けに、ミシュラン観光ガイドMICHELIN Green Guide Japon）が日本政府観光局の協力を得て発刊された。日本三景では松島と宮島が単独の項目として記載され、松島では、松島海岸地区に三ツ星3、二ツ星4、一ツ星8の計25、塩竈地区に二ツ星3の計6、全体で合計31の星が付いた。宮島では三ツ星3、二ツ星2、一ツ星3の計17の星が付いた。同年9月には英語版も発刊された。

### 温泉・冷泉
日本三景としての知名度の高さはあれ、各地域では宿泊客数の減少に苦しんでいる。その打開策の1つとして、日本三景が持ち合わせていなかった温泉を開発する動きが近年起こっている。
天橋立では、1999年（平成11年）12月20日に天橋立温泉が開湯した。キャッチコピーは「神々の遊湯（あそびゆ）」。現在は旅館9軒、民宿2軒、外湯1軒で利用されている（一部の旅館は冷泉）。泉質は塩化物泉や単純温泉など。
宮島には、冷泉を加温して給湯する温泉があったが、30年前の公共下水道工事により途絶えた。2004年（平成16年）に新たにボーリングなどを行い、冷泉が復活した。現在は、旅館3軒が加温して給湯している。泉質は放射能泉。
松島では、仙台・宮城デスティネーションキャンペーンに合わせ、2008年（平成20年）8月5日に松島温泉が開湯した。キャッチコピーは「太古天泉」。泉質は単純温泉と塩化物泉。

## その他
- 小倉百人一首には、松島と天橋立を歌枕として読み込んだ和歌がある。
  - 松島：殷富門院大輔 「見せばやな 雄島のあまの 袖だにも 濡れにぞ濡れし 色は変わらず」（小倉百人一首90番） … 雄島は松島湾内にある霊場の島
  - 天橋立：小式部内侍 「大江山 いく野の道の 遠ければ まだふみもみず 天の橋立」（小倉百人一首60番）
- 林春斎の言葉は各名勝地の記念碑に記されているが、全ての記念碑で紹介する順序が違っており、松島では原典通り東から「松島、天橋立、厳島」、厳島では西から「厳島、天橋立、松島」、天橋立では「天橋立、松島、厳島」と、それぞれ自らを三景の筆頭に置いている。
- 日清戦争における海軍の主力巡洋艦であった松島型防護巡洋艦を三景艦と呼ぶ。建造された三隻が、「松島」、「厳島」、「橋立」と、それぞれ日本三景に因んで命名されている。

## 日本新三景
1915年（大正4年）、日本三景にならって実業之日本社主催による日本新三景の選定が行われた。全国投票の結果、1916年（大正5年）に以下の3つが選ばれた。1918年（大正7年）にはこの3地に「『婦人世界』創刊10周年記念日本新三景碑」も建てられた。三保の松原は、2013年（平成25年）に「富士山-信仰の対象と芸術の源泉」の一部として世界文化遺産に登録された。
|                | 所在地と地形的特徴                                              | 位置                                   |
| -------------- | --------------------------------------------------------------- | -------------------------------------- |
| 大沼（七飯町） | 北海道亀田郡七飯町にある堰止湖。 北海道駒ヶ岳を借景する。       | 北緯41度59分3.6秒 東経140度40分23.1秒  |
| 三保の松原     | 静岡県静岡市清水区にある砂嘴。 富士山および伊豆半島を借景する。 | 北緯34度59分43.7秒 東経138度31分28.9秒 |
| 耶馬渓         | 大分県中津市にある渓谷                                          | 北緯33度27分56.7秒 東経131度7分11.3秒  |

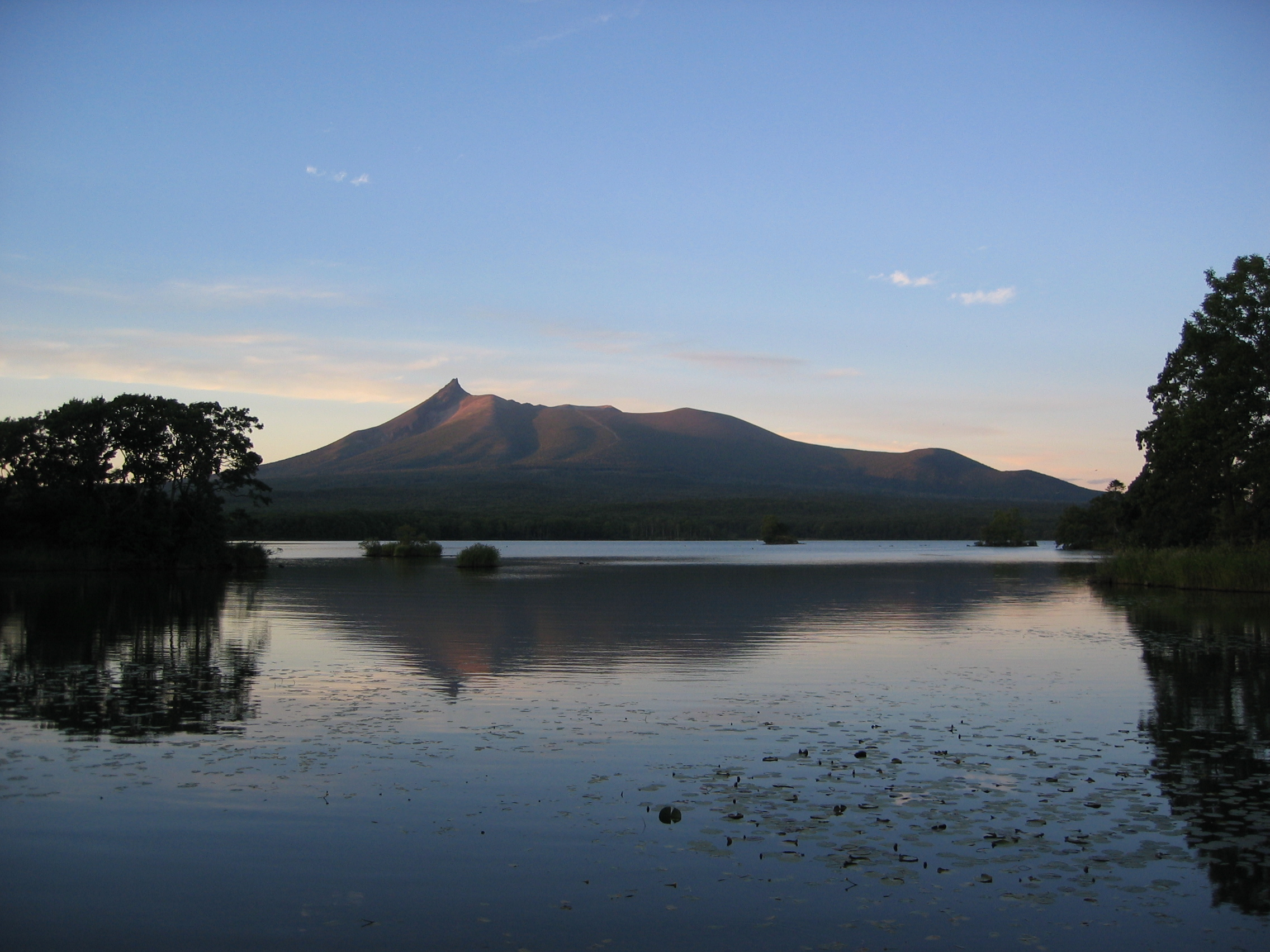
大沼（七飯町）と北海道駒ヶ岳
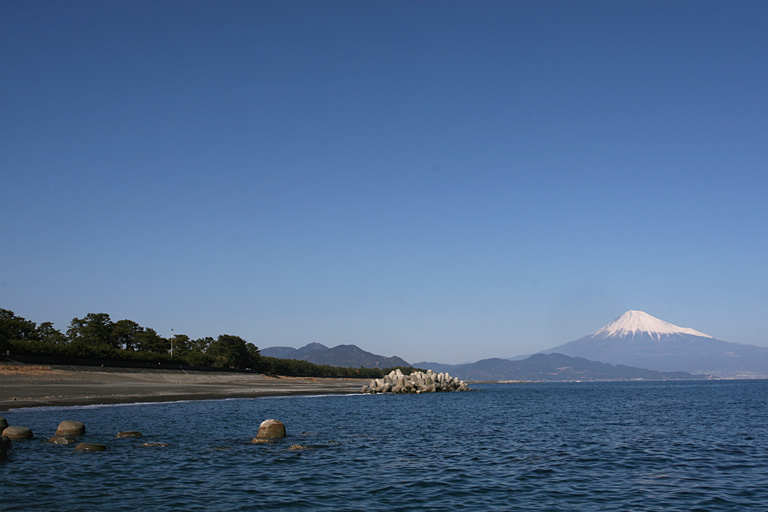
三保の松原と富士山
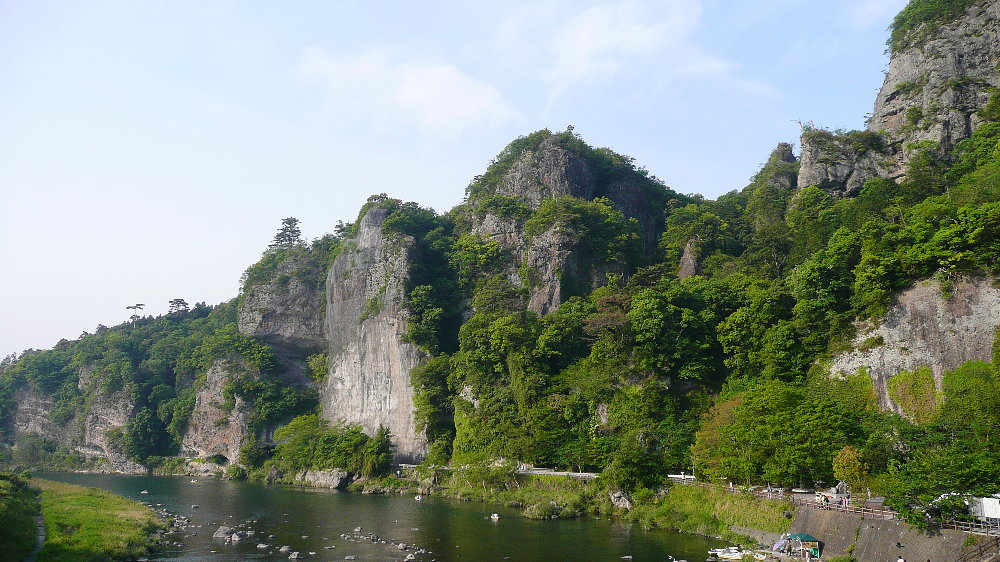
耶馬渓の競秀峰